# 프란체스카 티센보르네미차
프란체스카 폰 합스부르크로트링겐(Francesca von Habsburg-Lothringen, 1958년 6월 7일 ~ )는 카를 합스부르크로트링겐의 전 부인이다.

## 생애
한스 하인리히 티센보르네미차와 그의 세 번째 아내였던 패션 모델 피오나 캠벨월터의 첫째로 태어났다. 스위스의 명문 사립 학교인 르 로제에서 교육을 받았으며, 18살에는 영국의 세인트마틴 칼리지(Central Saint Martins College of Art and Design)에 입학하였다. 1993년 1월 31일 카를 대공과 마리아첼에서 결혼식을 올렸다.

## 자녀
프란체스카는 카를과의 사이에서 1남 2녀를 두었다.
- 엘레오노레 폰 합스부르크 (1994년 2월 28일 ~ )
- 페르디난트 즈보니미르 폰 합스부르크 (1997년 6월 21일 ~ )
- 글로리아 폰 합스부르크 (1999년 10월 15일 ~ )

| 전임 레기나 폰 작센마이닝겐 | 명목상의 오스트리아 황후 헝가리, 보헤미아, 크로아티아 왕비 2007년 1월 1일 ~ 현재 | 후임 - |